# Willencourt
Willencourt là một xã ở tỉnh Pas-de-Calais, vùng Hauts-de-France của Pháp.

## Địa lý
Willencourt có cự ly khoảng 33 dặm (53,1 km) phía tây Arras, tại giao lộ của các tuyến đường D118 và đường D118E, hai bên bờ sông river Authie, biên giới với tỉnh Somme.

## Dân số
| 1962                                                         | 1968 | 1975 | 1982 | 1990 | 1999 | 2006 |
| ------------------------------------------------------------ | ---- | ---- | ---- | ---- | ---- | ---- |
| 79                                                           | 86   | 129  | 126  | 140  | 136  | 153  |
| Số liệu điều tra dân số từ năm 1962: Dân số không tính trùng |      |      |      |      |      |      |

## Địa điểm nổi bật
- Nhà thờ St.Maurice, thế kỷ 19.
- Lâu đài thế kỷ 19.